# Ernst Legal

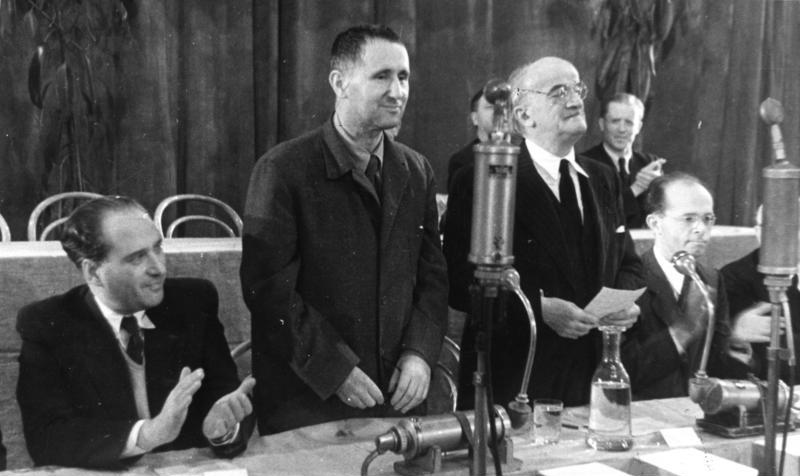
De izq. A der.: Julius Hay, Bertolt Brecht, Ernst Legal y Alexander Abusch (1948)

Ernst Legal (2 de mayo de 1881 - 29 de junio de 1955) fue un actor y director teatral y cinematográfico de nacionalidad alemana.

## Biografía
Su nombre completo era Ernst Otto Eduard Legal, y nació en Schlieben, Alemania. Ernst Legal fue director dramático en Wiesbaden, y en 1918 se le nombró nuevo intendente con motivo de la Revolución de Noviembre. Tras su despido trabajó en Darmstadt desde 1924 a 1927 como director teatral. En 1927/28 fue director artístico en Kassel, en 1931/32 en el Staatlichen Schauspielhaus de Berlín, y más tarde en el Teatro Hebbel de la misma ciudad. Entre 1938 y 1944 fue director en el Teatro Schiller de Berlín. Entre los años 1945 y 1952, Ernst Legal fue intendente del Staatsoper Unter den Linden de Berlín. Fue director en el Deutsches Theater de Berlín Este (1947–1951) y miembro fundador de la Asociación Cultural de la RDA, y con su apoyo al Teatro Volksbühne ejerció una importante influencia en los jóvenes de la República Democrática de Alemania.
Para la gran pantalla fue un popular actor de reparto gracias a sus características físicas, obteniendo su primer papel importante en 1936 en el film Straßenmusik. Otro papel destacado llegó en 1937 con la película Musketier Meier III.
Su última gran actuación cinematográfica vino de la mano del film de 1947 producido por la Deutsche Film AG Kein Platz für Liebe.
En 1950 sus condiciones de trabajo bajo el estalinismo eran muy difíciles, y la controversia producida por la obra de Bertolt Brecht Die Verurteilung des Lukullus le llevó a retirarse en 1952. Aun así, rodó algunas películas en Alemania Occidental, actuando por última vez en el mismo año de su muerte.
Legal formó parte del 1.º y 2.º Consejos Alemanes del Pueblo (Deutscher Volksrat).
Ernst Legal fue padre en 1908, en Berlín, de la futura actriz de la DEFA Marga Legal. El actor falleció en 1955 en berlinés barrio de Zehlendorf. Fue enterrado en el Cementerio Friedhof Zehlendorf.

## Filmografía
- 1920 : Der Richter von Zalamea, de Ludwig Berger
- 1921 : Der Roman der Christine von Herre, de Ludwig Berger
- 1923 : Friedrich Schiller, de Curt Goetz
- 1924 : Los nibelungos: la venganza de Krimilda, de Fritz Lang
- 1924 : Das Wachsfigurenkabinett, de Paul Leni y Leo Birinski
- 1930 : Es gibt eine Frau, die dich niemals vergißt, de Leo Mittler
- 1934 : Hanneles Himmelfahrt, de Thea von Harbou
- 1933 : Der Judas von Tirol, de Franz Osten – director de diálogos
- 1934 : Altgermanische Bauernkultur, de Franz Osten
- 1934 : Schachmatt, de Philipp Lothar Mayring
- 1934 : Jede Frau hat ein Geheimnis, de Max Obal
- 1934 : Ich sehne mich nach Dir, de Johannes Riemann
- 1934 : Die Liebe siegt, de Georg Zoch
- 1934 : Die Freundin eines großen Mannes, de Paul Wegener
- 1934 : Charleys Tante, de Robert A. Stemmle
- 1934 : Hanneles Himmelfahrt
- 1935 : Hundert Tage
- 1935 : Ännchen von Tharau, de Rolf Randolf
- 1935 : Kater Lampe, de Veit Harlan
- 1935 : Einer zuviel an Bord
- 1935 : Der Mann mit der Pranke, de Rudolf van der Noss
- 1935 : August der Starke, de Stanislaw Wasylewski y Paul Wegener
- 1935 : Anschlag auf Schweda, de Karlheinz Martin
- 1935 : Traumulus , de Carl Froelich
- 1936 : Straßenmusik, de Hans Deppe
- 1936 : Sein bester Freund, de Harry Piel
- 1936 : Maria, die Magd, de Veit Harlan
- 1936 : Kinderarzt Dr. Engel, de Johannes Riemann
- 1936 : Intermezzo, de Josef von Baky
- 1937 : Die gläserne Kugel , de Peter Stanchina
- 1937 : Zu neuen Ufern, de Detlef Sierck
- 1937 : Wenn Frauen schweigen, de Fritz Kirchhoff
- 1937 : Sieben Ohrfeigen , de Paul Martin
- 1937 : Musketier Meier III, de Joe Stöckel
- 1937 : Gabriele eins, zwei, drei, de Rolf Hansen
- 1937 : Ein Volksfeind, de Hans Steinhoff
- 1937 : Die göttliche Jette, de Erich Waschneck
- 1937 : Die Umwege des schönen Karl, de Carl Froelich
- 1937 : Der Mustergatte, de Wolfgang Liebeneiner
- 1937 : Der Mann, der Sherlock Holmes war, de Karl Hartl
- 1937 : Der Berg ruft, de Luis Trenker
- 1937 : Das große Abenteuer, de Johannes Meyer
- 1938 : Das Mädchen mit dem guten Ruf, de Hans Schweikart
- 1938 : Brillanten, de Eduard von Borsody
- 1938 : Andalusische Nächte, de Herbert Maisch
- 1938 : Unsere kleine Frau, de Paul Verhoeven
- 1938 : Tanz auf dem Vulkan, de Hans Steinhoff
- 1938 : Spiel im Sommerwind, de Roger von Norman
- 1938 : Diskretion – Ehrensache, de Johannes Meyer
- 1938 : Der Tag nach der Scheidung, de Paul Verhoeven
- 1938 : Das unsterbliche Herz, de Veit Harlan
- 1938 : Das Leben kann so schön sein, de Rolf Hansen
- 1938 : Altes Herz geht auf die Reise, de Carl Junghans
- 1939 : Pedro soll hängen, de Veit Harlan
- 1939 : Meine Tante, deine Tante, de Carl Boese
- 1939 : Kennwort Machin, de Erich Waschneck
- 1939 : Die Reise nach Tilsit, de Veit Harlan
- 1939 : Der Florentiner Hut, de Wolfgang Liebeneiner
- 1940 : Der dunkle Punkt, de Georg Zoch
- 1941 : Jakko, de Fritz Peter Buch
- 1941 : Komödianten, de Georg Wilhelm Pabst
- 1941 : Ewiger Rembrandt, de Hans Steinhoff
- 1941 : Ich klage an, de Wolfgang Liebeneiner
- 1941 : Heimaterde, de Hans Deppe
- 1941 : Ein Windstoß, de Walter Felsenstein
- 1942 : Die goldene Stadt, de Veit Harlan
- 1942 : Andreas Schlüter, de Herbert Maisch
- 1942 : Symphonie eines Lebens, de Hans Bertram
- 1942 : Der große Schatten, de Paul Verhoeven
- 1943 : Romanze in Moll, de Helmut Käutner
- 1943 : Lache Bajazzo, de Leopold Hainisch y Giuseppe Fatigati
- 1943 : Immensee, de Veit Harlan
- 1943 : Das Ferienkind, de Karl Hans Leiter
- 1943 : Gefährlicher Frühling, de Hans Deppe
- 1943 : Das schwarze Schaf, de Miroslav Cikán
- 1944 : Sieben Briefe, de Vladimir Slavínský
- 1944 : Glück unterwegs, de Miroslav Cikán
- 1944 : Die heimlichen Bräute, de Johannes Meyer
- 1944 : Die Degenhardts, de Werner Klingler
- 1944 : Der Verteidiger hat das Wort, de Werner Klingler
- 1944 : Spiel, de Alfred Stöger
- 1944 : Leb' wohl, Christina, de Gustav Fröhlich
- 1944 : Ich glaube an dich, de Rolf Hansen
- 1944 : Frech und verliebt, de Hans Schweikart
- 1944 : Eine reizende Familie, de Erich Waschneck
- 1944 : Dir zuliebe, de Martin Frič
- 1945 : Das Mädchen Juanita, de Wolfgang Staudte
- 1945 : Das Leben geht weiter, de Wolfgang Liebeneiner
- 1947 : Kein Platz für Liebe, de Hans Deppe
- 1948 : Die seltsamen Abenteuer des Herrn Fridolin B., de Wolfgang Staudte
- 1948 : Und wieder 48, de Gustav von Wangenheim
- 1949 : Figaros Hochzeit, de Georg Wildhagen
- 1950 : Es kommt ein Tag, de Rudolf Jugert
- 1951 : Karriere in Paris, de Georg C. Klaren y Hans-Georg Rudolph
- 1951 : El súbdito, de Wolfgang Staudte
- 1953 : Jonny rettet Nebrador, de Rudolf Jugert
- 1953 : Die Stärkere, de Wolfgang Liebeneiner
- 1953 : Der verzauberte Königssohn, de Franz Fiedler
- 1954 : Roman eines Frauenarztes, de Falk Harnack)
- 1955 : Der Himmel ist nie ausverkauft, de Alfred Weidenmann

## Teatro

### Director
- 1948 : Slatan Dudow: Der Feigling (Deutsches Theater de Berlín]] – Kammerspiele)
- 1948 : Aleksandr Ostrovski: Wölfe und Schafe (Deutsches Theater Berlin)
- 1954 : Nikolái Rimski-Kórsakov: Sadkó (Staatsoper Unter den Linden)

### Actor
- 1952 : Máximo Gorki: Die Feinde, dirección de Fritz Wisten (Theater am Schiffbauerdamm)

## Radio
- 1948 : George Bernard Shaw: Der Kaiser von Amerika, dirección de Alfred Braun (Berliner Rundfunk)
- 1949 : Arthur Miller: Alle meine Söhne, dirección de Günter Osswald (Berliner Rundfunk)
- 1950 : Karl Georg Egel: Das Hauptbuch der Solvays, dirección de Gottfried Herrmann (Berliner Rundfunk)
- 1951 : Karl-Georg Egel: Einer von unseren Tagen, dirección de Gottfried Herrmann (Berliner Rundfunk)
- 1951 : Egon Erwin Kisch: Landung verboten, dirección de Werner Stewe (Berliner Rundfunk)